# Biomasse-Heizkraftwerk Ilmenau
Das Biomasse-Heizkraftwerk Ilmenau (abgekürzt: BHI) ist ein im Jahr 2005 in Betrieb gegangenes Biomasseheizkraftwerk im thüringischen Ilmenau, das hauptsächlich der Fernwärmeversorgung der Stadt sowie der Versorgung der in der Nähe befindlichen Technische Glaswerke Ilmenau mit Prozessdampf dient. Daneben erzeugt es elektrische Energie, die in das öffentliche Netz eingespeist wird. Als Brennstoff wird vorrangig Holz eingesetzt. Das Kraftwerk kann bis zu 10 MW thermische Energie und 5,1 MW elektrische Energie abgeben. Damit wird ein Viertel des Verbrauchs an elektrischer Energie und etwa die Hälfte des Fernwärmebedarfs der Stadt Ilmenau abgedeckt. Das ist der höchste Anteil an erneuerbarer Energie an der Energieversorgung in einer Thüringer Kommune.
Betrieben wird das Kraftwerk von der Biomasse-Heizkraftwerk Ilmenau GmbH, einer gemeinsamen Gesellschaft der Evonik New Energies GmbH, die 74,9 % der Anteile besitzt, und der Ilmenauer Wärmeversorgung GmbH, an der neben der Stadt Ilmenau die Evonik New Energies GmbH ebenfalls mit 49 % beteiligt ist.